# Battaglia di Falconara
La battaglia di Falconara o di Falconaria (1º dicembre 1299) fu un episodio dei Guerre del Vespro, in cui l'esercito di Federico III di Sicilia sconfisse quello del Regno di Napoli comandato da Filippo I d'Angiò, principe di Taranto, che fu catturato. Il sito della battaglia, secondo le fonti, nelle campagne di Trapani (in direzione di Marsala), nel triangolo compreso nelle frazioni trapanesi di Fontanasalsa, Marausa e Locogrande.

## Sfondo
La morte di Alfonso il Franco nel 1291 provocò, quattro anni dopo, un nuovo grande conflitto tra la Corona d'Aragona e il Regno di Trinacria, siccome Giacomo il Giusto appena fu proclamato conte re della corona d'Aragona delegò il Regno di Sicilia a suo fratello minore, Federico III di Sicilia.
La pace di Anagni fu firmata nel 1295; nella stessa Giacomo il Giusto cedette il Regno di Sicilia allo Stato Pontificio ricevendo dal Papa in compensazione 12 000 lire tornesi e, probabilmente, la promessa di infeudazione di Corsica e Sardegna. Il matrimonio di Giacomo il Giusto con Bianca di Napoli, figlia di Carlo II d'Angiò e il ritorno dei tre figli che Carlo II d'Angiò aveva dovuto lasciare come ostaggi in Catalogna in cambio della sua libertà nel 1288, modificò radicalmente la situazione, perché i siciliani si considerarono svincolati dalla fedeltà dovuta a Giacomo II di Maiorca.
Nello stesso documento, Carlo I di Valois, rinunciò alla corona d'Aragona e Giacomo II di Aragona restituì il Regno di Maiorca a Giacomo II di Maiorca, conquistato in precedenza da Alfonso III di Aragona (Alfonso il Franco).
Federico III di Sicilia aveva il sostegno di molti dignitari catalani della Sicilia, e fu nominato dal parlamento siciliano l'11 dicembre del 1295 e incoronato re della Sicilia il 25 maggio del 1296. Nominò quindi, con l'incarico di viceré e capitano generale di Sicilia, Guglielmo Galceran di Carteglia e capitano generale della Calabria Blasco d'Alagona "il vecchio", iniziando così un'offensiva in Calabria.
Ruggiero di Lauria, spogliato dei suoi castelli siciliani, si recò in Calabria dove tentò di sollevare una rivolta contro Federico III, ma fu sconfitto nella battaglia di Catanzaro e tornò in Catalogna per costruire un nuovo esercito in nome di Giacomo il Giusto.
Giacomo il Giusto si recò a Roma nel 1297 dove Papa Bonifacio VIII gli richiese di attaccare Federico III, che aveva rifiutato di dare la Sicilia alla Chiesa e agli angioini. La flotta sbarcò e prese Patti e assediò Siracusa nel 1298.
Giovanni di Lauria morì e Giacomo il Giusto tolse l'assedio per preparare una nuova formazione armata per attaccare la Sicilia.

## La battaglia
Filippo I d'Angiò, principe di Taranto, che era stato nominato vicario generale del Regno di Sicilia il 12 luglio 1294, preparò l'invasione dell'isola nel novembre del 1299, con cinquanta galee e numerose truppe e nobili, che assediò Trapani. Federico III riunì i suoi a Castrogiovanni e marciò per togliere l'assedio a Trapani. Gli eserciti si scontrarono a Falconaria, presso le odierne frazioni trapanesi di Marausa e Locogrande.
Filippo I d'Angiò divise le sue forze alla maniera feudale, in tre corpi di battaglia di lato, con lo stesso comandante a destra, il centro guidato dal maresciallo Broglio dei Bonsi e sinistra da Tommaso di Sanseverino, conte di Marsico.
Federico III di Sicilia usò una tattica simile, con lui al centro solo con la fanteria, la sinistra con Blasco d'Alagona "il vecchio", con alcuni cavalieri e almogàver con Raimondo III Moncada e Berenguer VI de Entenza, e alla destra la cavalleria della Repubblica di Siena.
La battaglia iniziò quando la sinistra siciliana avanzò verso Sanseverino, che rispose con una raffica delle balestre angioine sugli almogaveri. Filippo I stesso poi guidò i suoi uomini contro Blasco d'Alagona e la sinistra siciliana, ma incontrò una forte resistenza e si mosse quindi contro il debole centro siciliano comandato dallo stesso Federico III. Questa mossa fu fatale. A Broglio dei Bonsi fu impedito di entrare in battaglia in quel momento e questo diede la possibilità a Blasco d'Alagona di indirizzare i suoi mercenari almogaveri su Filippo I, la cui cavalleria, il fiore della cavalleria napoletana, fu ridotta allo sbando. Filippo I combatté coraggiosamente fino a quando fu disarcionato e fatto prigioniero.

## Conseguenze
Con Filippo I d'Angiò catturato, Federico III di Sicilia entrò a Trapani vittorioso.